# Юг II дьо Шалон-Арле
Юг II дьо Шалон-Арле (на френски: Hugues II de Chalon-Arlay) (1334 – † 1388) е френски благородник от Дом Шалон-Арле, кръстоносец и участник в похода на граф Амадей VI Савойски срещу България.
Юг II дьо Шалон-Арле е син на Жан II дьо Шалон-Арле († 1362) и Маргарет дьо Мело († 1350), дъщеря на Дрю IV дьо Мело и Елеонора Савойска, дъщеря на Амадей V Савойски. Има двама братя – Жан и Луй и една сестра – Маргарет. През 1363 г. се жени за Бланш, дъщеря на Амадей III, граф на Женева и сестра на Еймон III. Същата година става рицар на Ордена на Огърлицата, създаден от родственика му граф Амадей VI Савойски. Юг II умира без да остави потомство и е наследен от своя племенник Жан III (син на брат му Луй I дьо Шалон-Арле).

## Фамилия
- Луй I дьо Шалон-Арле († 1366) – брат, кръстоносец, участник в похода на граф Амадей VI Савойски.Убит при обсадата на Месембрия.
- Маргарет дьо Шалон-Арле (1338 – 1392) – сестра, съпруга на граф Етиен дьо Монфокон (1325 – 1397)